# Leila Denmark
Leila Alice Denmark, född Daughtry 1 februari 1898 i Portal, Georgia, död 1 april 2012 i Athens, Georgia, var en amerikansk pediatriker som blev den äldsta yrkesaktiva pediatrikern i världen vid en ålder av 103 år i maj 2001. Hon var en av de första att varna för riskerna av passiv rökning, och deltog i utvecklandet av kikhostevaccinet. Denmark avled vid 114 års ålder. Hon var en av de få mycket gamla människor som var känd för något annat än just sin exceptionellt höga ålder.